# Vườn quốc gia Nahuel Huapi
Vườn Quốc gia Nahuel Huapi là một vườn quốc gia bao quanh hồ Nahuel Huapi, chân dãy núi Andes, nằm tại hai tỉnh Río Negro và Neuquén, Patagonia, Argentina. Nó được thành lập vào năm 1934 và là vườn quốc gia lâu đời nhất tại quốc gia Nam Mỹ này.  Đây cũng là vườn quốc gia lớn nhất trong khu vực, nó có diện tích 7.050 km 2 (2.720 sq mi), tương đương gần 2 triệu mẫu Anh. Cảnh quan của nó đại diện cho khu vực miền Bắc Patagonia Andes, bao gồm ba loại là, Altoandino (tuyết vĩnh cửu ở độ cao trên 1.600 mét (5.200 ft)), Andino-Patagonico (cảnh quan núi) và thảo nguyên Patagonia. Ngoài ra, tại đây cũng có một diện tích nhỏ đại diện của Rừng mưa ôn đới Valdivian, kiểu vùng sinh thái ở phía tây và nam của Nam Mỹ với những khu rừng lá rộng và rừng hỗn giao.
Vườn quốc gia và khu bảo tồn nằm ở độ cao 720-3.574 mét (2.362-11.726 ft), và được chỉ định theo IUCN là loại II (Vườn quốc gia) và IV (Khu bảo tồn). Nó hoàn toàn được bảo vệ trong khu vực dự trữ được bảo vệ một phần. Vườn quốc gia giáp với Chile ở phía tây và bị chi phối bởi các dãy núi cao của dãy Andes, nhiều hồ, sông, thác nước, đỉnh núi tuyết, các sông băng cùng các cánh rừng rộng lớn.

## Từ nguyên
Tên của vườn quốc gia có nguồn gốc từ tên của hồ mà nó bao quanh, đó là hồ "Nahuel Huapi". Trong ngôn ngữ Mapuche, Nahuel có nghĩa là "báo đốm" và Huapi có nghĩa là "hòn đảo".

## Lịch sử
Việc phát hiện vườn quốc gia Nahuel Huapi cùng các dân tộc bản địa là "Ciudad de Los Cesares" và những người dòng Tên định cư đầu tiên.
Vào năm 1903, Perito Moreno đã hiến tặng 75 km vuông (29 sq mi) đất trong khu vực cho chính phủ liên bang. Một sắc lệnh ngày 1 tháng 2 năm 1909 công nhận rằng, khu vực này cần được bảo vệ. Nhưng phải đến ngày 9 tháng 10 năm 1934, cùng với Vườn Quốc gia Iguazú thì Vườn Quốc gia Nahuel Huapi mới chính thức được thành lập. Cùng với những khu rừng nhiệt đới của Vườn quốc gia Iguazú, Nahuel Huapi được cho là có khả năng cạnh tranh với các khu du lịch của châu Âu và do đó, các nhà hoạch định ưu tiên phát triển du lịch quốc gia. Trong năm đầu tiên được thành lập, một số quy định đã được bổ sung có ảnh hưởng đến Nahuel Huapi. Đó là việc đưa ra luật xây dựng, luật câu cá thể thao, tiêu chuẩn hóa vệ sinh nước uống, và cấp giấy phép bán hàng. Khu vực này đã mở cửa các hoạt động giải trí khác như là leo núi sau khi vườn quốc gia được thành lập.

## Địa lý

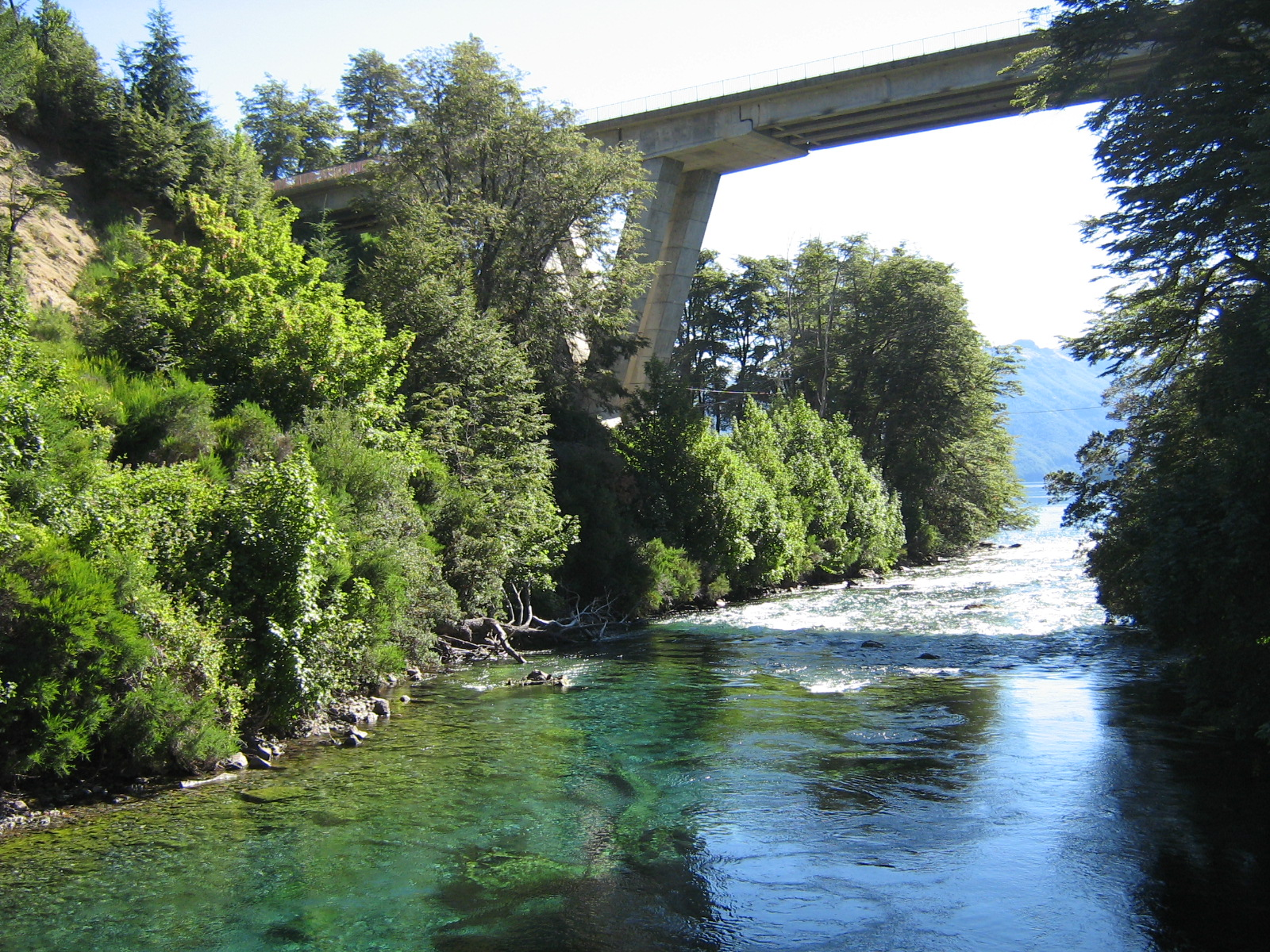
Cây cầu bắc qua sông Correntoso của tuyến đường 231, con sông chảy vào hồ Nahuel Huapi.

Vườn quốc gia có diện tích khoảng 7.050 km vuông (2.720 sq mi), nằm ở phần phía tây nam của tỉnh Neuquén và phần phía tây bắc của tỉnh Río Negro, giáp biên giới với Chile. Nó được chia thành hai khu vực: Khu vực công viên và khu bảo tồn thiên nhiên với sự phát triển tập trung trong khu bảo tồn. Thành phố lớn nhất gần đó và là một cơ sở cho du lịch là San Carlos de Bariloche, được bao quanh bởi vườn quốc gia. San Carlos de Bariloche là trung tâm chính khi khách du lịch đến thăm  hồ Nahuel Huapi cũng như vườn quốc gia. Thành phố được gọi là "Cổng của Patagonia", "Thủ đô Sô-cô-la" và "Thủ đô trăng mật của Argentina". Tuy nhiên, thành phố và các khu vực dân cư khác được quy hoạch bên ngoài ranh giới của vườn quốc gia. Villa La Angostura là một khu nghỉ mát bên bờ hồ cũng nằm trong ranh giới của vườn quốc gia.
Khu vực này được biết đến như là "Khu hồ của Argentina", nơi có rất nhiều hồ nước  như hồ Nahuel Huapi, Mascardi, Gutiérrez, Traful, Guillelmo, và Perito Moreno. Ngọn núi Cerro Catedral cao 2.388 mét (7.835 ft) trong vườn quốc gia là khu vực trượt tuyết hấp dẫn. Cerro Tronador nằm trên biên giới với Chile, là ngọn núi cao nhất trong vườn quốc gia với độ cao 3.491 mét (11.453 ft). Giáp với vườn quốc gia ở phía bắc là Vườn quốc gia Lanín.

### Địa chất
Các thành hệ địa chất tại đây nói chung là đá kỷ Đệ Tam có nguồn gốc từ núi lửa gắn liền với andasit và porphyry. Các vách đá của bán đảo San Pedro mô tả các đặc trưng sông băng bị xói mòn và các hồ cũng thể hiện nhiều dấu hiệu về dấu tích băng hà.

### Khí hậu
Tại đây có nhiều kiểu khí hậu với lượng mưa hàng năm dao động từ 300 đến 500 mm (12 - 20 inch). Lượng mưa nhiều hơn về phía biên giới với Chile.

### Hồ Nahuel Huapi

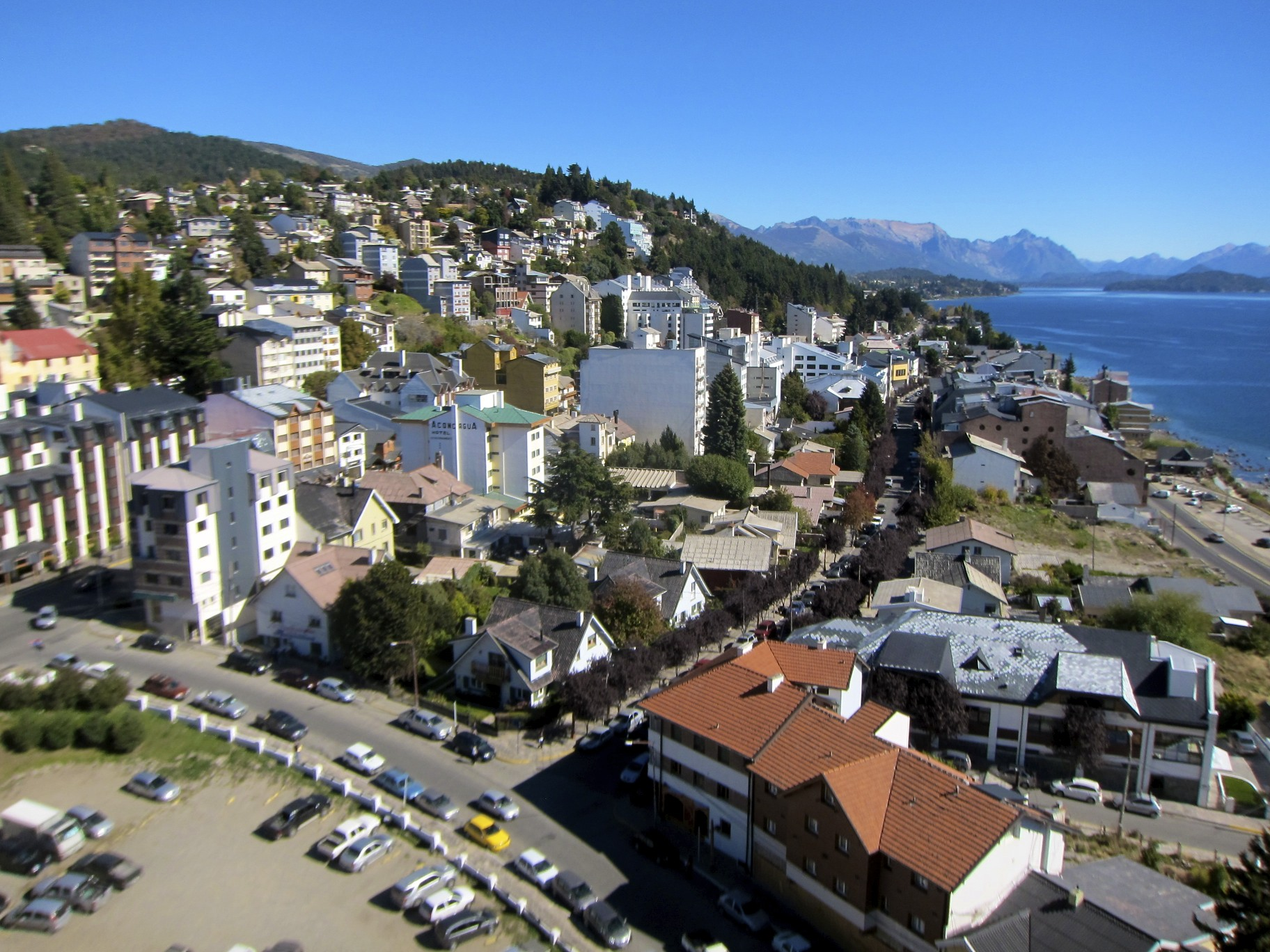
Bariloche bên hồ Nahuel Huapi.

Hồ Nahuel Huapi là hồ nước sạch lớn nhất và sâu nhất trong khu hồ của Argentina, với độ sâu 425 mét (1.394 ft). Nằm ở chân của dãy núi Andes ở độ cao 767 mét (2.516 ft), nó có diện tích khoảng 544 km vuông (210 sq mi). Hồ được phát hiện bởi linh mục dòng Tên Nicolás Mascardi năm 1670. Có một nhà nguyện trên bán đảo Huemul bên hồ. Hồ kéo dài 100 km (62 dặm) qua biên giới với Chile, bao gồm nhiều vịnh hẹp và rừng mưa ôn đới Valdivia. Bờ phía nam của hồ có nhiều khách sạn và nhà hàng phục vụ cho ngành công nghiệp du lịch. Bán đảo Quetrihué ở phía bắc của hồ đã được bảo vệ như là một vườn quốc gia riêng biệt, Vườn Quốc gia Los Arrayanes. Hồ Nahuel Huapi có nhiều đảo. Tại một trong số các đảo trong hồ, đảo Victoria có một Trạm Nghiên cứu rừng, nhằm bảo tồn thiên nhiên. Đảo Huemul từng là nơi tổ chức dự án Huemul, dự án nghiên cứu bí mật Argentina về phản ứng tổng hợp hạt nhân trong giai đoạn 1949-1952.

### San Carlos de Bariloche
San Carlos de Bariloche nằm trên bờ phía nam của hồ Nahuel Huapi. Thị trấn được thành lập vào năm 1902. Tuy nhiên, nó đóng vai trò như là trung tâm du lịch lớn chỉ từ sau những năm 1930, khi các vườn quốc gia xung quanh nó được thành lập. Ngoài sự nổi tiếng của nó đối với ngành công nghiệp sản xuất Sô-cô-la, thành phố cũng được biết đến như là "Thủ đô tuần trăng mật của Argentina". [ 13 ] Thành phố nằm cách dãy núi Andes khoảng 130 km (81 dặm), có ranh giới về phía nam tới Lago Mascardi và phía bắc bởi Villa Traful. Phía bắc của thành phố trên đường Hồ Seven tạo ra khung cảnh thơ mộng. Các sông băng và thác nước, gần Bariloche về phía tây là Pampa Lenda. Đây cũng là nơi cho các cuộc leo núi tại đỉnh Tronador cao 3.554 mét (11.660 ft), là một ngọn núi lửa đã tắt. Để tới được thành phố, du khách có thể lựa chọn đường hàng không, đường sắt hoặc vận tải đường bộ; Sân bay cách trung tâm khoảng 15 km (9,3 dặm) về phía đông; các trạm xe lửa và xe buýt cũng cách thành phố khoảng 3 km (1,9 dặm) về phía đông. Đỉnh núi Cerro Catedral là trung tâm các môn thể thao tuyết, nằm cách Bariloche 23 km (14 dặm).

## Động thực vật
Sinh thái của vườn quốc gia bao gồm thảo nguyên Patagonia ở độ cao thấp hơn và rừng ôn đới Valdivia ở độ cao cao hơn. Do có sự đa dạng về môi trường sinh thái, độ cao và lượng mưa nên hệ động thực vật hoang dã tại đây vô cùng phong phú.

### Thực vật
Thực vật Patagonia Xerophytic (thực vật thích ứng môi trường có ít nước) chiếm ưu thế trong nửa phía đông thì nửa phía tây được bao phủ bởi những loài thực vật của rừng mưa ôn đới. Các loài cây chiếm ưu thế trong vườn quốc gia bao gồm Sồi Lenga, Tre, và Cử phương nam  Ngoài ra, nơi đây cũng có mặt nhiều loài cây như Tuyết tùng Chile (Austrocedrus chilensis), Canelo (Drimys winteri),  Myrceugenella apiculata, Lomatia ferruginea, Lomatia hirsuta, Alstroemeria aurantica, Fuchsia megellanica, tre Chusquea culcou, Mitraria cocinea và Embothrium coccineum. Loài cây lớn nhất Nam Mỹ, Bách Fitzroya, một loài cây hạt trần phát triển chậm ở Patagonia cũng có mặt. Thực vật khác bao gồm Luma apiculata, Nothofagus dombeyi, dương xỉ, lau sậy, Alstroemeria và Arvejillas. Một loài nấm có tên Llao Llao có mô hình phát triển trên các cây một cách bất thường và là một biểu tượng của khu vực; nó cũng là tên của khách sạn Llao Llao, một khu nghỉ mát nổi tiếng. Tại các khu rừng mưa ôn đới Valdivia, khu vực có lượng mưa lớn gần biên giới Chile phong phú của các loài bách Fitzroya lên tới 450 tuổi  cùng số lượng lớn các loài Họ Hòa thảo phát triển mạnh.